# NK Mladost Buzin
Nogometni klub Mladost Buzin hrvatski je nogometni klub iz naselja Buzin u Novom Zagrebu. U sezoni 2024./25. natječe se u 1. Zagrebačkoj nogometnoj ligi.

## Vanjske poveznice
- Profil, HNS Semafor